# Гаскойн, Олвери
Олвери Гаскойн (англ. Alvary Douglas Frederick Trench-Gascoigne; 6 августа 1893 — 18 апреля 1970) — британский дипломат.
Рыцарь Великого Креста ордена Святого Михаила и Святого Георгия (1953, рыцарь-командор 1948, кавалер 1942).
Учился в Итонском колледже.
Получил звание лейтенанта на службе в Колдстримской гвардии (Британская пехота).
Участник Первой мировой войны.
На дипломатической службе в 1921—1953 годах.
В 1946—1951 годах политический советник Великобритании в Японии.
В 1951—1953 годах посол Великобритании в СССР. В этом качестве присутствовал на похоронах И. В. Сталина 9 марта 1953 года. В первой телеграмме, отправленной в Лондон после смерти Сталина, он отмечал, что Сталин был «опытным человеком и проявлял осторожность, стремясь избежать вооруженного конфликта между двумя мирами». «Он был наделен большим здравым смыслом и обладал некоторым представлением о характере менталитета иностранцев». Гаскойн, правда, начал с того, что главным его чувством было «удовлетворение» тем, что «Сталина не стало», ибо он добивался реализации коммунистических целей «жестокими» методами и не желал идти «ни на какой компромисс с Западом».
Был женат дважды. Первый раз в 1916, развёлся в 1935 году, супруга Сильвия Уайлдер (Sylvia Wilder), имел сына Дугласа (1917—1944) и дочь Ивонн (1919—1973). Второй раз в 1935 году, жена Лорна.

## Примечания

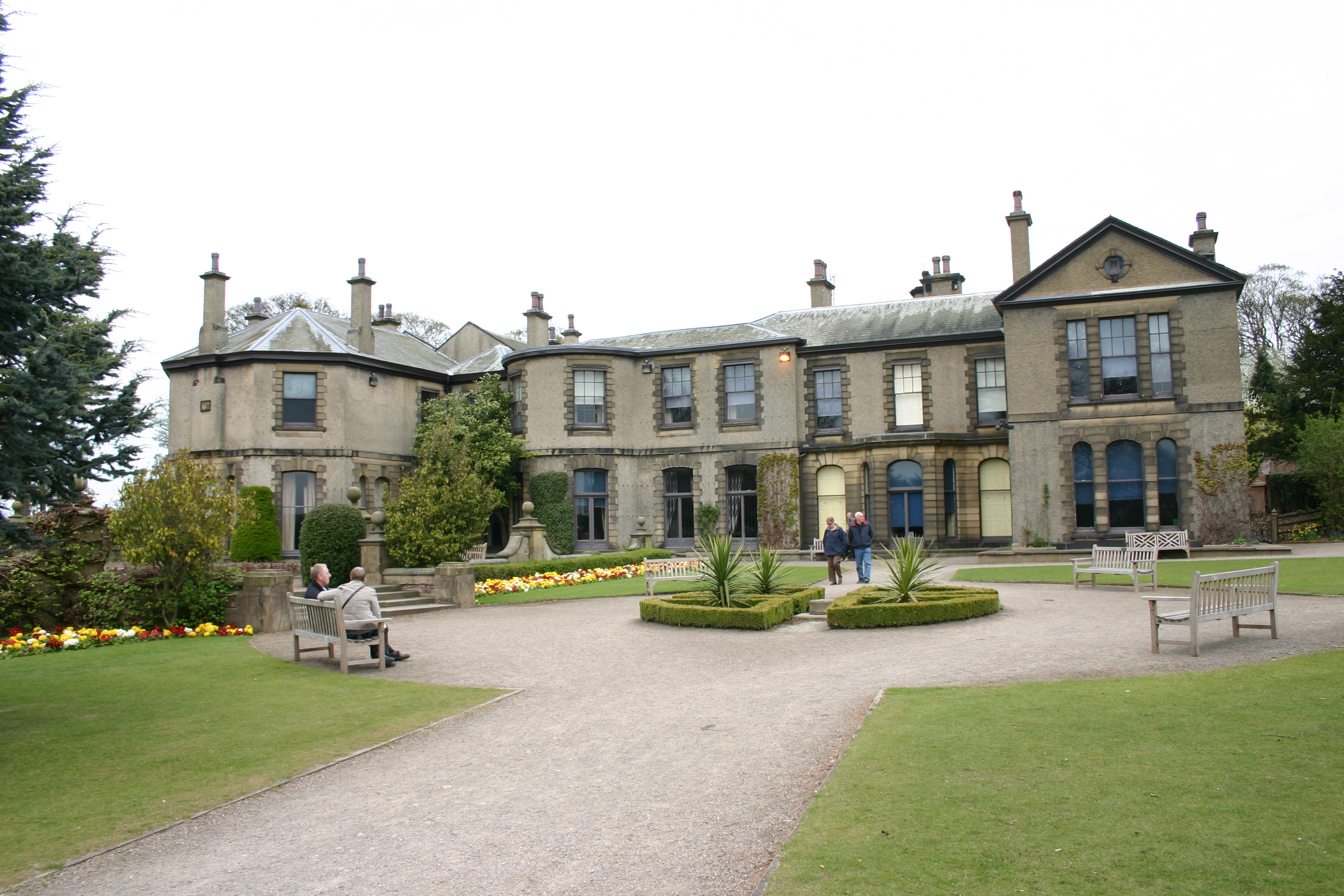
Lotherton Hall, Aberford, near Leeds, England-12April2009